# Alban Förster
Alban Förster (* 23. Oktober 1849 in Reichenbach im Vogtland; † 18. Januar 1916 in Neustrelitz) war ein deutscher Komponist.

## Leben
Förster war Schüler des Dresdner Konservatoriums und von 1882 bis 1908 Hofkapellmeister in Neustrelitz, als Nachfolger von August Klughardt. Er komponierte Opern, sinfonische Musik, Kammermusik, viele Klavierstücke und Lieder. Er war bis zu seiner 1908 erfolgten Pensionierung Leiter der Singakademie.

## Werke (Auswahl)
- op. 009  Musikalisches Bilderbuch (Klavierwerk)
- op. 061  Klaviertrio Nr. 2 (Klaviertrio)
- op. 097  Für die Jugend (Klavierwerk)
- op. 138  Zwölf Tonbilder (Klavierwerk)
- op. 166  Vier heitere Männerchöre (Chorwerk)
- op. 172  Klaviertrio Nr. 3 (Klaviertrio)
- op. 183  Wollt ihr's hören? Sechs Vortragsstücke für Klavier
- op. 200  Leichte Sonatine in F (Violinsonate)